# Norges Skaal
Norges Skaal (pol. Toast Norweski) to hymn państwowy Norwegii do 1820 roku. Został napisany przez Johana Nordahla Bruna w 1771 w Kopenhadze, jego pierwotny tytuł to: Za zdrowie Norwegii, ojczyzny olbrzymów (nor. For Norge, Kiempers Fødeland). Kompozytorem hymnu jest André Ernest Modeste Grétry.

## Słowa
1. For Norge, Kjæmpers Fødeland,
Vi denne Skaal vil tømme,
Og naar vi først faae Blod paa Tand,
Vi sødt om Frihed drømme;
Dog vaagne vi vel op engang
Og bryde Lænker, Baand og Tvang;
For Norge, Kjæmpers Fødeland,
Vi denne Skaal udtømme!
2. Hver tapper Helt, blandt Klipper fød,
Vi drikke vil til Ære;
Hver ærlig Norsk, som Lænker brød,
Skal evig elsket være!
Den vrede Livvagts Vaabenbrag
Forklarer trolig Nordmænds Sag.
Hver ærlig Norsk, blandt Klipper fød,
Vi drikke nu til Ære!
3. En Skaal for Dig, min kjække Ven,
Og for de norske Piger!
Og har Du en, saa Skaal for den!
Og Skam faae den, som sviger!
Og Skam faae den, som elsker Tvang
Og hader Piger, Viin og Sang!
En Skaal for Dig min kjække Ven,
Og for de norske Piger!
4. Og nok en Skaal for Norges Fjeld,
For Klipper, Snee og Bakker!
Hør Dovres Echo raabe: “Held!”
For Skaalen tre Gang takker.
Ja tre Gang tre skal alle Fjeld
For Norges Sønner raabe Held;
Endnu en Skaal for Dig mit Fjeld,
For Klipper, Snee og Bakker!